# Tobias Krantz

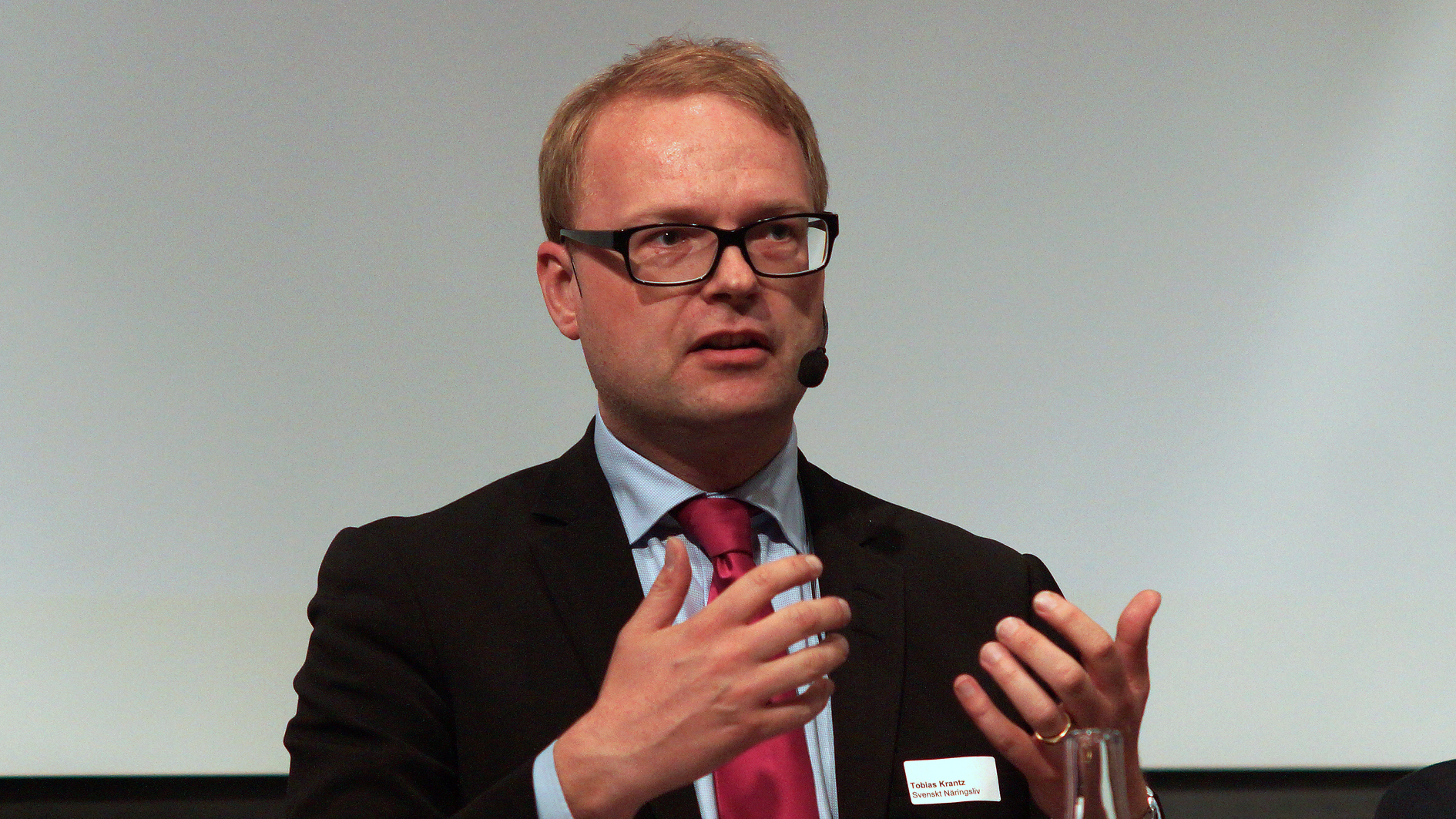
Tobias Krantz (2012)

Tobias Kjell Bertil Krantz (* 7. April 1971) ist ein schwedischer Politiker. Das Mitglied der Folkpartiet liberalerna war von Juni 2009 bis Oktober 2010 in der Regierung von Fredrik Reinfeldt Minister für Hochschul- und Forschungsfragen im Bildungsministerium.

## Leben
Krantz wuchs in Bankeryd in der Nähe von Jönköping auf. Er ist mit Anna Grönlund Krantz, einer ehemaligen Abgeordneten des Reichstages und ebenfalls Mitglied der Folkpartiet, verheiratet. Zusammen haben sie einen Sohn.
Von 1996 bis 1999 war Krantz stellvertretender Vorsitzender der Jugendorganisation der Folkpartiet. Er schrieb außerdem für die Zeitung Upsala Nya Tidning.
Im Jahre 2002 promovierte Krantz an der Universität Uppsala mit einer Arbeit über die Diskussion über Regionseinteilungen in Schweden. Er äußerte sich im Verfassungsausschuss auch stark kritisch darüber, dass der damalige Ministerpräsident von Schweden, Göran Persson, von der Universität Örebro einen Ehrendoktor in Medizin erhielt. Persson hatte kurz vorher die Hochschule in Örebro entgegen der Empfehlung einer Expertenkommission in den Rang einer Universität erhoben und erhielt deswegen als Dank von dort seinen Ehrendoktor.
Seit dem Jahr 2002 ist Krantz Reichstagsabgeordneter aus dem Wahlkreis Jönköpings län. Dort war er zunächst von 2002 bis 2006 Mitglied des Verfassungsausschusses, bevor er 2006/2007 in den Sozialversicherungsausschuss und 2007 bis 2009 in den Sozialausschuss wechselte. Als Vertreter wurde er auch in den Zivilausschuss, den Kulturausschuss, den Wirtschaftsausschuss und den EU-Ausschuss gewählt.